# Вместе мы — ух, сила
«Вместе мы - ух, сила» (англ. United We Fall) - американская комедия, премьера которой состоялась на американском телеканале ABC 15 июля 2020 года. Главные роли исполняют Кристина Видал и Уилл Сассо.

## Сюжет
У супругов Райан есть двое маленьких детей и бабуля, которая в случае чего не постесняется сделать пару саркастических замечаний. Из-за жутких нагрузок они постоянно попадают в нелепые ситуации, но, пока они вместе, Райаны все преодолеют.

## В ролях

### Основной состав
- Кристина Видал
- Уилл Сассо
- Гильермо Диас
- Джейн Кертин

## Обзор сезонов
| Сезон | Сезон | Эпизоды | Дата показа  | Дата показа     | Рейтинг Нильсона | Рейтинг Нильсона       |
| Сезон | Сезон | Эпизоды | Премьера     | Финал           | Ранк             | Зрители США (миллионы) |
| ----- | ----- | ------- | ------------ | --------------- | ---------------- | ---------------------- |
|       | 1     | 8       | 15 июля 2020 | 26 августа 2020 | TBA              | TBA                    |

## Список эпизодов

### Сезон 1 (2020)
| № общий | № в сезоне | Название                | Режиссёр        | Автор сценария                      | Дата премьеры   | Зрители в США (млн) |
| ------- | ---------- | ----------------------- | --------------- | ----------------------------------- | --------------- | ------------------- |
| 1       | 1          | «Pilot»                 | Марк Сендроуски | Джулиус Шарп                        | 15 июля 2020    | 4.23                |
| 2       | 2          | «The Biter»             | Марк Сендроуски | Майк Ройс & Глория Калдерон Келлетт | 15 июля 2020    | 3.61                |
| 3       | 3          | «Date Night»            | Марк Сендроуски | Чадд Гиндин                         | 22 июля 2020    | 3.71                |
| 4       | 4          | «Participation Trophy»  | Неизвестно      | Неизвестно                          | 29 июля 2020    | 3.57                |
| 5       | 5          | «My Favorite Marta»     | Неизвестно      | Неизвестно                          | 5 августа 2020  | 3.27                |
| 6       | 6          | «You're Doing It Wrong» | Неизвестно      | Неизвестно                          | 12 августа 2020 | 3.17                |
| 7       | 7          | «The Weekend»           | Марк Сендроуски | Джулиус Шарп                        | 19 августа 2020 | 2.85                |
| 8       | 8          | «Re-Wedding Crashers»   | Марк Сендроуски | Неизвестно                          | 26 августа 2020 | 3.02                |

## Производство

### Разработка
15 сентября 2020 года телеканал ABC объявил о закрытие ситкома после одного сезона.